# Лысенко, Юрий Макарович
Юрий Макарович Лысенко (24 декабря 1925 — 11 января 2007) — советский и украинский писатель; член Союза писателей Украины с 1969 года.

## Биография
Родился 24 декабря 1925 года в селе Вязенка (Путивльский район). Участвовал в Великой Отечественной войне. Награждён орденом Отечественной войны I степени (6 апреля 1985), медалями «За отвагу» (8 августа 1944), «За боевые заслуги» (16 февраля 1945).
С 1946 года работал на заводе «Арсенал». В 1954 году окончил Всесоюзный юридический заочный институт. В течение 1953—1968 годов работал инструктором Укоопсоюза; в 1963—1968 годах — инженером-экономистом Республиканской лаборатории Госкомзага; с 1968 года — в Институте сварки Минверстатопрома в Киеве.
Автор ряда критических публицистических статей на социально-экономические темы с анализом причин упадка экономики и рекомендациями по выходу из кризиса. Писал на украинском и русском языках. После публикации повести «Облава откладывается» (К., 1968; написана в 1963), в которой он остро осудил негативные явления советской системы, до 1990 года его произведения не печатали. Продолжением этого произведения является повесть «Волчий выводок» (1990, вышла в одноимённом сборнике повестей и рассказов). В романе «Пятна на каплях росы» (1961) рассказано про первые послевоенные годы, зловещий культ личности. Писал также на темы детства, о людях труда.
Умер в Киеве 11 января 2007 года.

## Работы
- «Плями на краплях роси» (1961);
- «За синім лісом» (1962);
- «Облава відкладається» (1968, написана 1963);
- «Важке відрядження» (1979);
- «Вовчий виводок» (1990);
- «Пятна на каплях росы» (1990; 2003);
- «Источник богатства» (2003).